# Raffaele Gandolfi
Raffaele Gandolfi (Grosseto, 8 giugno 1967) è un giocatore di baseball italiano.
Ha debuttato nella massima serie del campionato italiano di baseball nel 1985, nelle file del Bbc Grosseto, in cui ha giocato per undici stagioni come lanciatore. Con la squadra di Grosseto ha vinto due campionati di serie A, nel 1986 e nel 1989. Nel 1989 e nel 1991 vince anche due campionati Europei con la nazionale italiana di Baseball. Ha chiuso la carriera in serie A nel 1996 in forza al Baseball Livorno.
Le statistiche vita del campionato italiano sono 40 vittorie e 22 sconfitte in  154 partite giocate, con una media PGL di 4.42.
Vanta 6 presenze nella Nazionale di baseball dell'Italia.